# Грант (окръг, Минесота)
Вижте пояснителната страница за други населени места с името Грант.
Окръг Грант (на английски: Grant County) е окръг в щата Минесота, Съединени американски щати. Площта му е 1489 km², а населението - 6289 души (2000). Административен център е град Елбоу Лейк.